# Elecciones estatales de Hesse de 2008

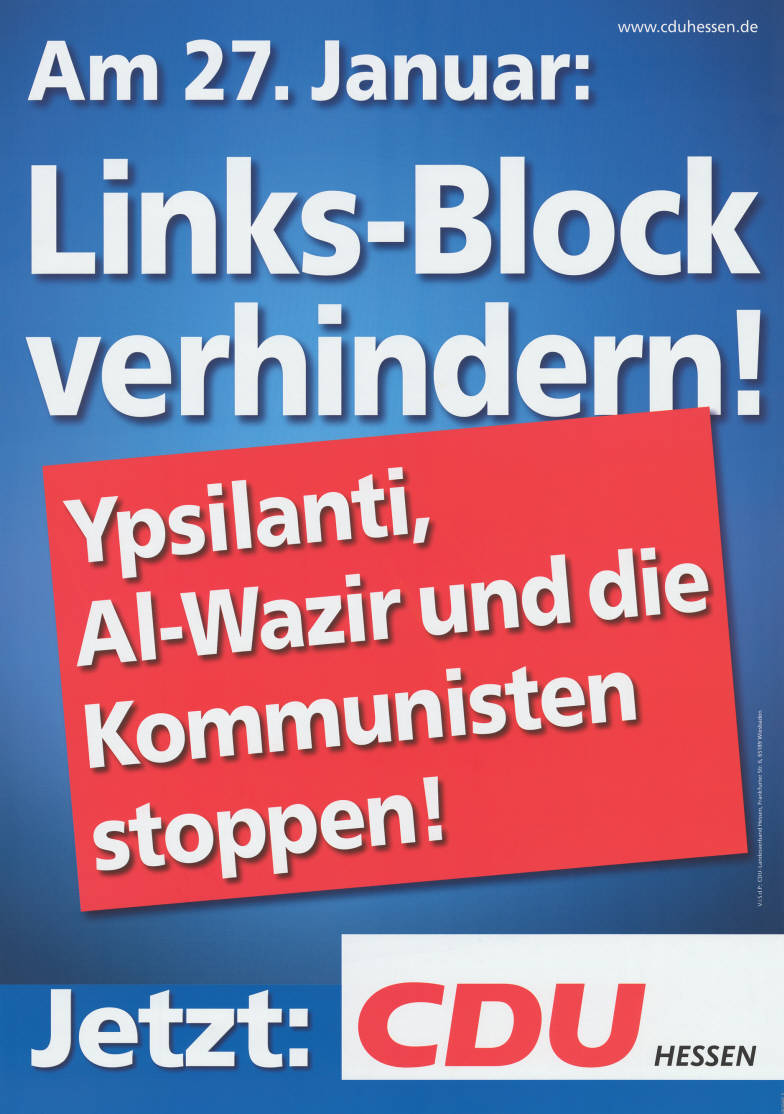
Afiche de campaña de la CDU

Una elección estatal para elegir a los miembros del Parlamento Regional Hesiano se llevó a cabo en el estado alemán de Hesse el 27 de enero de 2008.

## Antecedentes y temas
En los 5 años anteriores, el gobierno del estado de Hesse  había sido encabezado por la CDU, que había ostentado una mayoría absoluta de escaños desde las elecciones de 2003.
En el período previo a las elecciones, los sondeos de opinión mostraban que la CDU había perdido popularidad. El titular de la CDU, el ministro-presidente Roland Koch inició una dura campaña contra la violencia a los jóvenes inmigrantes como una táctica electoral. La izquierda política alemana calificó esto como xenófobo en el momento. Otros temas de la campaña fueron diversos temas económicos, incluidos los salarios mínimos, la educación, y la controversia sobre la importante expansión prevista del aeropuerto Rhine-Main.

## Resultados concluyentes
Las elecciones de 2008 vieron como la CDU se desplomaba a su nivel más bajo desde las elecciones estatales de 1966. (Este desempeño abismal por la CDU también se reflejó en la elección de Baviera ese mismo año, que vio un declive en el apoyo  a la CSU).
El SPD, bajo su líder Andrea Ypsilanti, aumentó su votación considerablemente, del 29% al 37%, y se adjudicó la victoria como resultado. El otro ganador fue Die Linke, que entró por primera vez en el Landtag de Hesse con el 5,1% de los votos, superando el obstáculo del cinco por ciento. Esta fue la primera vez (junto a las elecciones de Baja Sajonia, celebradas el mismo día) en que el partido Die Linke obtuvo representación en un Landtag occidental.
El SPD y la CDU terminaron cada uno con 42 escaños (de 110). Debido a que ninguno era capaz de formar una mayoría, hubo una pausa de varios meses de duración, durante la cual el futuro político del estado fue incierto. La CDU de centro-derecha no podía formar un gobierno con su aliado más natural, el Partido Democrático Liberal (FDP), el SPD de centro-izquierda, no podía hacerlo con su aliado natural, Alianza 90/Los Verdes, y ni la CDU ni el SPD querían formar una gran coalición. 
Ypsilanti había descartado la posibilidad de negociar con Die Linke, pero finalmente comenzó negociaciones para incluir a la formación en una coalición rojo-verde-rojo (SPD-Verdes-Linke), con ella misma como Ministra-Presidenta. Esta fue una decisión muy controvertida, lo que provocó una revuelta interna en el SPD, ya que muchos de sus miembros se negaron a gobernar con "neo-comunistas" (Die Linke es el partido sucesor del partido gobernante de Alemania del Este entre 1949 y 1989, el SED). En noviembre de 2008, un día antes de que Ypsilanti fuera elegida Ministra-Presidenta por esta coalición, cuatro diputados del SPD emitieron un voto de censura, por lo que ningún gobierno  fue capaz de formarse. Este resultado no concluyente forzó a nuevas elecciones, que se celebraron en enero de 2009.

## Resultados
| Partido | Partido          | Votos     | % de votos                 | Escaños                    | % respecto a los electores inscritos |     |
| ------- | ---------------- | --------- | -------------------------- | -------------------------- | ------------------------------------ | --- |
|         | CDU              | 1.009.775 | 36,8                       | 42                         | 23,1                                 |     |
|         | SPD              | 1.006.264 | 36,7                       | 42                         | 23,0                                 |     |
|         | FDP              | 258.550   | 9,4                        | 11                         | 5,9                                  |     |
|         | GRÜNE            | 206.610   | 7,5                        | 9                          | 4,7                                  |     |
|         | LINKE            | 140.769   | 5,1                        | 6                          | 3,2                                  |     |
|         | REP              | 27.724    | 1,0                        | 0                          | 0,6                                  |     |
|         | FREIE WÄHLER     | 24.327    | 0,9                        | 0                          | 0,6                                  |     |
|         | NPD              | 24.004    | 0,9                        | 0                          | 0,5                                  |     |
|         | Tierschutzpartei | 15.909    | 0,6                        | 0                          | 0,4                                  |     |
|         | FAMILIE          | 7.817     | 0,3                        | 0                          | 0,2                                  |     |
|         | PIRATEN Hessen   | 6.962     | 0,3                        | 0                          | 0,2                                  |     |
|         | GRAUE            | 4.810     | 0,2                        | 0                          | 0,1                                  |     |
|         | Volksabstimmung  | 3.130     | 0,1                        | 0                          | 0,1                                  |     |
|         | Die Violetten    | 2.380     | 0,1                        | 0                          | 0,1                                  |     |
|         | UB               | 1.775     | 0,1                        | 0                          | 0,0                                  |     |
|         | BüSo             | 1.118     | 0,0                        | 0                          | 0,0                                  |     |
|         | PSG              | 1.035     | 0,0                        | 0                          | 0,0                                  |     |
|         | Abstención       | 1.559.431 |                            |                            | 35,7                                 |     |
|         | Inválidos        | 68.114    | (2,4 % del total de votos) | (2,4 % del total de votos) |                                      | 1,6 |

## Encuestas
| Encuestador | Forsa  | Infra  | FG     | Infra  | Emnid  | Forsa  | FG     | Forsa  | Infra  | TNS    | Forsa  |
| ----------- | ------ | ------ | ------ | ------ | ------ | ------ | ------ | ------ | ------ | ------ | ------ |
| Fecha       | 22.01. | 17.01. | 11.01. | 09.01. | 05.01. | 12.12. | 07.12. | 26.09. | 06.09. | 24.07. | 28.06. |
| CDU         | 38 %   | 38 %   | 40 %   | 40 %   | 42 %   | 41 %   | 40 %   | 43 %   | 42 %   | 40 %   | 41 %   |
| SPD         | 38 %   | 37 %   | 36 %   | 35 %   | 32 %   | 30 %   | 34 %   | 30 %   | 32 %   | 33 %   | 27 %   |
| GRÜNE       | 7 %    | 7 %    | 7 %    | 9 %    | 10 %   | 11 %   | 9 %    | 9 %    | 10 %   | 11 %   | 11 %   |
| FDP         | 9 %    | 8 %    | 8 %    | 9 %    | 8 %    | 9 %    | 7 %    | 8 %    | 8 %    | 7 %    | 9 %    |
| LINKE       | 5 %    | 6 %    | 5 %    | 4 %    | 5 %    | 5 %    | 6 %    | 5 %    | 4 %    | 5 %    | 6 %    |
| Otros       | 3 %    | 4 %    | 4 %    | 3 %    | 3 %    | 4 %    | 4 %    | 5 %    | 4 %    | 4 %    | 6 %    |

FG=Forschungsgruppe Wahlen; Infra=Infratest dimap; TNS=TNS Infratest